# Зеленці (джерела)

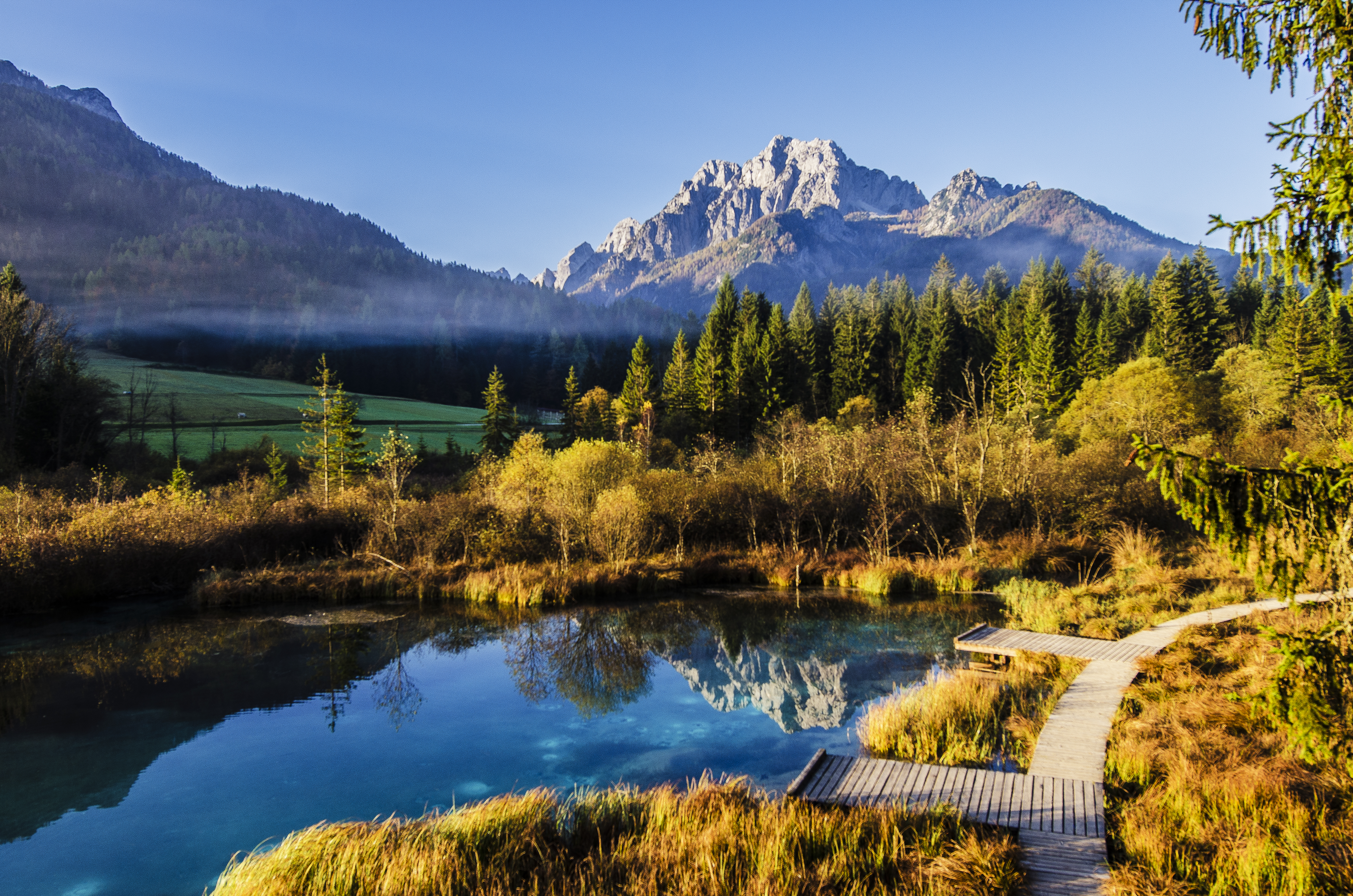
Вид на південний захід: озеро Зеленці із оглядовою стежкою. На задньому плані гори Понсе.

Зеленці Джерела (словен. Zelenci) — природний заповідник поблизу міста Кранська Гора, в крайньому північно-західному кутку Словенії. Це джерело річки Сава Долинка, притоки Дунаю.
На джерелах Зеленці вода з підземного струмка Надіжа (що бере свій початок у долині Планіка ) знову виходить через пористе дно озера глибиною 2 м, води якого відзначаються глибоким блискучим зеленим кольором. Джерело та його околиці названі на честь цього кольору ( Zelenci - дедективуючий іменник у множині від словенської zelen 'зелений'). )

## Геологія
Долина Верхньої Сави є результатом дії льодовика Планіка, що виповзає знизу гори Яловець, хребта Понсе і гори Мойстровка. Район містить багато озерних відкладень, що свідчить про те, що Зеленці є залишком колись набагато більшого озера Корен, створеного внаслідок відступу льодовика, що несло велику кількість сміття. При відступі основна частина його була відкладена на території нинішнього Підкореня, перекриваючи Саву Коренським перевалом, який облямів льодовиковим розплавом і утворив велике озеро. Потім Сава проклала тунель через цю природну дамбу, знижуючи рівень води озера Корен, поки не залишились лише джерела Зеленці та навколишні заболочені території.
Струмені води на озері вважається початком довшого з двох джерел Сави, найдовшої словенської річки - 221 рік км.  Джерело насправді є повторним появою підземного струмка Надіжа, перше джерело якого знаходиться біля гірського будиночка в долині Тамар, але який більшу частину свого курсу проводить під землею після зникнення у гравійному басейні Ледіне біля Рачече.
Пориста крейда русла озера Зеленці дозволяє постійно піднімати підземні води у вигляді крихітних струменів - явище, унікальне в Словенії. Озеро, утворене джерелами, має постійну цілорічну температуру від 5 до 6 ° С З озера вода витікає в потік, що впадає на схід у мілководне Блатське болото, яке має ширину 200 м і 1 км завдовжки. Фактичне русло річки Сава-Долинка починається лише після цього, у Підкорені біля схилів гори Вітранк.

## Історія

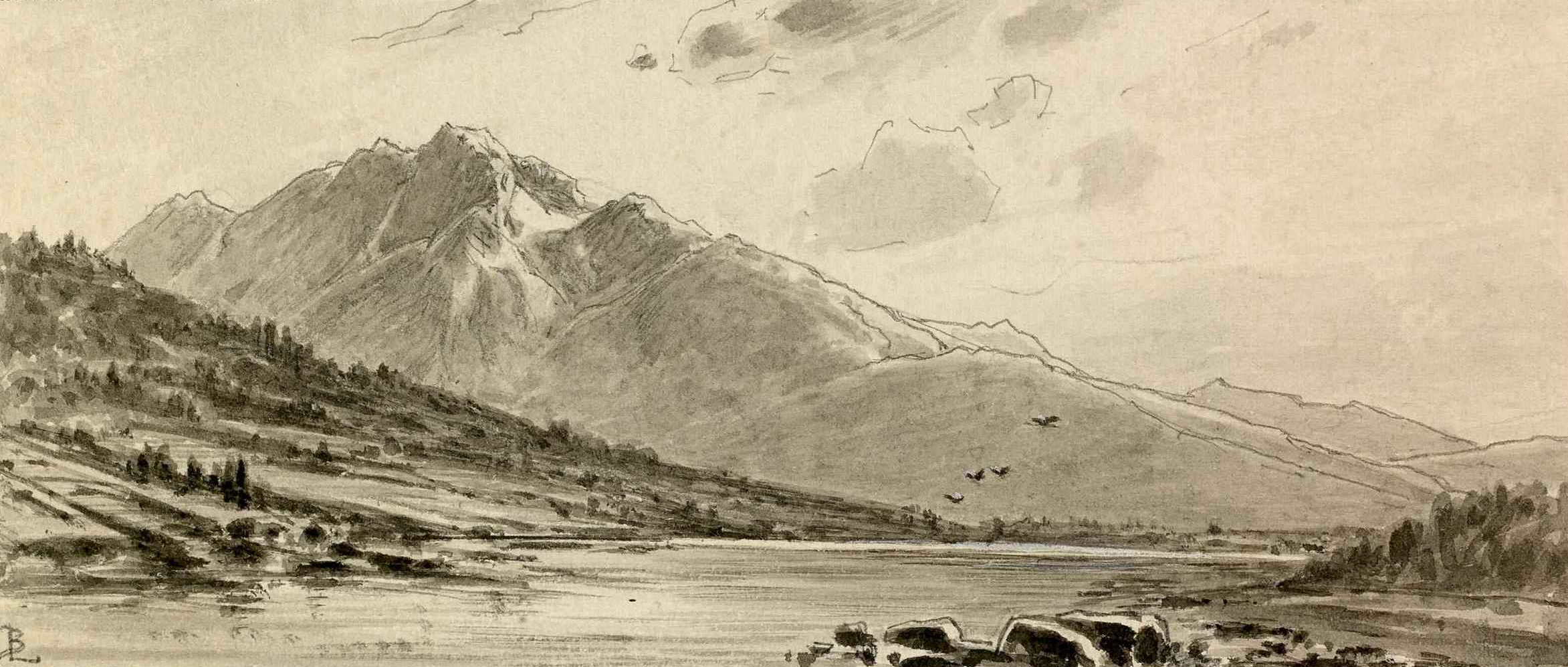
Зеленці-джерела, зображені Ладіславом Бенешем (1880—1900)

Зеленці-джерела був оголошений природним заповідником у 1992 році, як з його геологічних інтересів, так і як притулок для численних видів тварин та рослин, що перебувають під загрозою зникнення. Площа природного заповідника — 47 га. На підтримуваних стежках є інформаційні вивіски, а також оглядові мости та оглядова вежа.
Природне середовище, численні джерела та смарагдово-зелене озеро також привернули увагу художника Ладіслава Бенеша (1845—1922).
Сер Гамфрі Деві, корнішський натураліст і відвідувач цього району в 19 столітті, писав про це:
«Долина Сава з її водоспадами та озерами мене особливо вразила. Я не бачив нічого такого гарного в Європі.»

## Флора

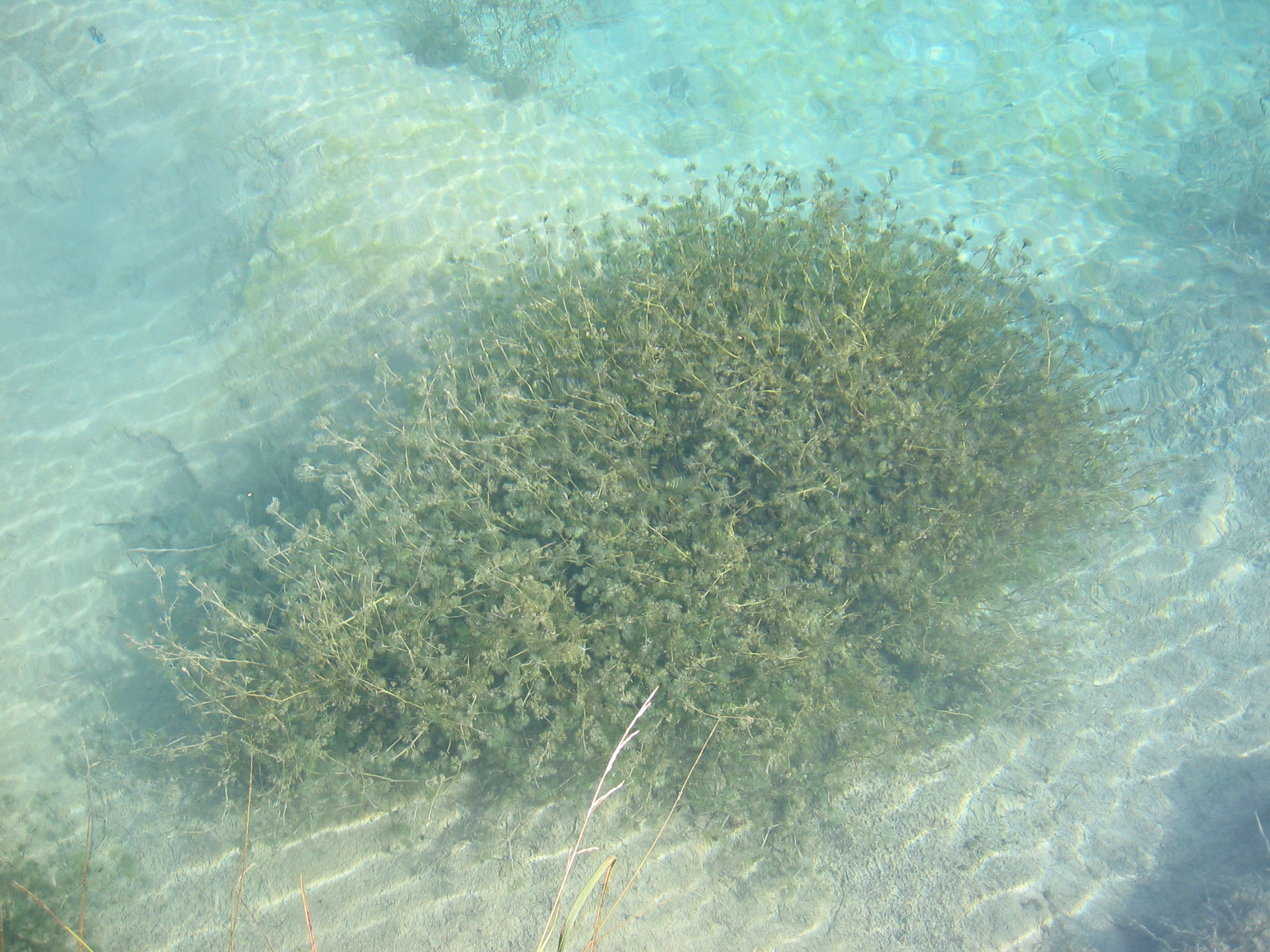
Baratrachium sp.

Навколишнє середовище джерела гостинне для життя рослин, пристосованого до прибережних середовищ існування: осока, вільха та верби, а також асортимент квітучих рослин:
- Бобова риба (Menyanthes trifoliata)
- Багно бавовняне (Eriophorum angustifolium)
- Болотна стрілка (Triglochin palustris)
- Мокриця болотна (Pedicularis palustris)
- Водяний ворон (Batrachium sp)

## Фауна

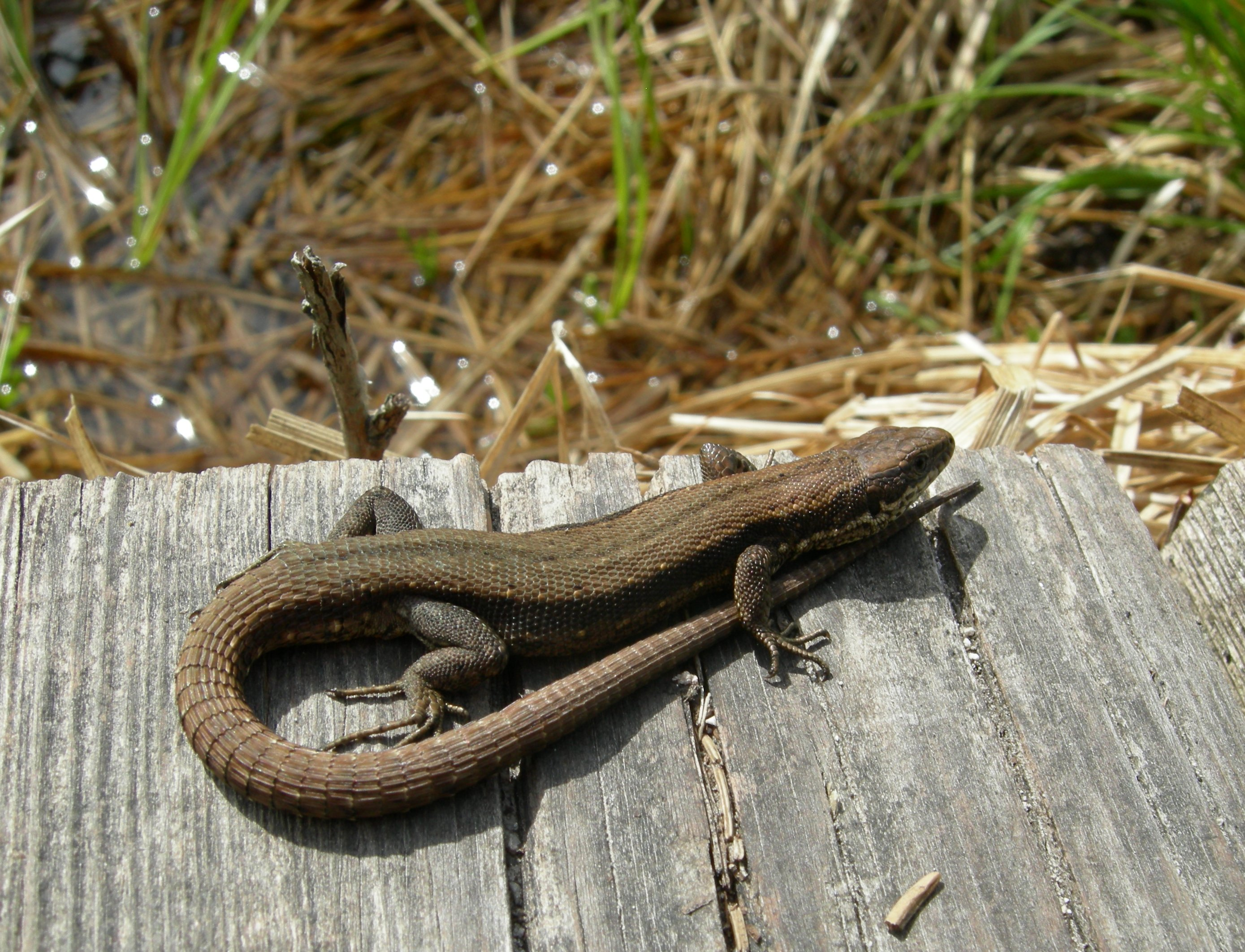
Живородна ящірка (Lacerta vivipara) на стежці

У доповненні до форелі, які населяють озера і харчуються поденками (Ephemeroptera) і веснянками (Plecoptera) личинками, площа має кілька зникаюч видів в Червоному списку зникаючих видів тварин Словенії:
- Шипшина звичайний (Carpodacus erythrinus)
- Вусатий кажан (Myotis mystacinus)
- Живородюча ящірка (Lacerta vivipara)
- Європейська добавка (Vipera berus)
- Ящірка піщана (Lacerta agilis)